# Bacino di Gor'kij
Il bacino di Gor'kij (russo Горьковское водохрани́лище, Gor'kovskoe vodochranilišče) è un lago artificiale situato nella parte centrale della Russia europea, formato dal fiume Volga ed esteso sul territorio delle oblast' di Nižnij Novgorod, Kostroma e Ivanovo.
Il bacino è nato in seguito alla costruzione di una diga, avvenuta negli anni cinquanta presso la cittadina di Gorodec; la città che dà il nome al bacino (ribattezzata Nižnij Novgorod all'inizio degli anni' 90) sorge circa 50 km a valle dello sbarramento.
Il bacino di Gor'kij si estende su 1 590 km², ha una profondità media di 5,5 m e un volume d'acqua di 8,82 km³. Sfociano in esso i fiumi: Sot', Kotorosl', Kostroma, Mera, Nëmda, Unža e Meza.